# Migrationsechtheit
Unter Migrationsechtheit von Drucken versteht man die Wanderungsstabilität der jeweils verwendeten Farbmittel (Pigmente, Farbstoffe) gegen aufnehmende Werkstoffe, die sich im Kontakt mit dem Druck befinden.
Bei der Migration handelt es sich nach DIN EN 14469-4 um die Wanderung eines Farbmittels aus einem damit gefärbten Medium in ein anderes Medium (Ausbluten oder Ausblühen). Da dabei die Pigmente mit bestimmten Kunststoffanteilen (zum Beispiel Weichmachern) in Lösung gehen, hängt somit die Migrationsechtheit unmittelbar mit der Lösemittelechtheit zusammen. Neben der chemischen Konstitution hat insbesondere auch die Korngrößenverteilung einen Einfluss auf die Migration.